# Adama Ba
Adama Ba (ur. 27 sierpnia 1993 w Silibabi) – mauretański piłkarz grający na pozycji prawego napastnika.

## Kariera juniorska
Swoją karierę piłkarską Ba rozpoczynał w klubie ASC Entente Sebkha. Grał w nim do 2004 roku. Potem Mauretańczyk przeniósł się do Metallo Sport Chantenaysien. W 2011 roku zawodnik ten podpisał kontrakt ze Stade Brest.

## Kariera seniorska

### Stade Brest
Ba zadebiutował dla Stade Brest 27 sierpnia 2011 roku w meczu z OGC Niceą (remis 0:0), gdzie zagrał tylko minutę. Łącznie dla Stade Brest Mauretańczyk wystąpił w 16 razy, nie zdobywając żadnej bramki.

### SC Bastia
Ba przeniósł się do SC Bastii 9 lipca 2013 roku za darmo. Debiut dla niej zaliczył on 17 sierpnia 2013 roku w wygranym 2:0 spotkaniu przeciwko Valenciennes FC, zdobywając też pierwszą bramkę. Łącznie dla SC Bastii Mauretańczyk rozegrał 13 meczów i strzelił 3 gole.

### Chamois Niort
Ba został wypożyczony do Chamois Niort 4 sierpnia 2014 roku. W jego barwach zawodnik ten zadebiutował 12 sierpnia 2014 roku w meczu z AC Arles-Avignon (przeg. 3:2). Pierwszego gola dla Chamois Niort Ba strzelił 19 września 2014 roku w wygranym 3:0 spotkaniu przeciwko Valenciennes FC, zaliczając dublet. Łącznie dla klubu z Niort Mauretańczyk wystąpił w 27 meczach i zdobył 3 bramki.

### AJ Auxerre
Ba podpisał kontrakt z AJ Auxerre 26 sierpnia 2015 roku. Debiut dla tego klubu zaliczył on dwa dni później w wygranym 1:0 spotkaniu z Nîmes Olympique. Pierwszą bramkę dla zespołu z Auxerre zawodnik ten zdobył w meczu z jego byłym klubem – Chamois Niort (wyg. 2:3). Łącznie dla AJ Auxerre Mauretańczyk rozegrał 58 spotkań i strzelił 6 goli.

### Gaziantep FK
Ba trafił do Gaziantepu FK 6 lipca 2017 roku. Zadebiutował on w jego barwach 13 sierpnia 2017 roku w zremisowanym 0:0 meczu z Samsunsporem. Pierwszego gola piłkarz ten strzelił 28 stycznia 2018 roku w spotkaniu z Gaziantepsporem, notując przy okazji asystę (wyg. 4:0). Łącznie dla Gaziantepu FK Mauretańczyk wystąpił w 14 spotkaniach i zdobył 2 bramki.

### Giresunspor
Ba przeniósł się do Giresunsporu 10 sierpnia 2018 roku za darmo. Debiut dla tego klubu piłkarz ten zaliczył 18 sierpnia 2018 roku w meczu z Osmanlisporem (wyg. 0:1). Ostatecznie w koszulce Giresunsporu Mauretańczyk wybiegał na murawę 18 razy, nie strzelając żadnego gola.

### Wolny zawodnik
Ba od 29 maja 2019 roku do 23 sierpnia 2019 roku pozostawał zawodnikiem bez klubu.

### RS Berkane
Ba 23 sierpnia 2019 roku podpisał kontrakt z marokańskim RS Berkane. Zadebiutował w jego barwach 2 października 2019 roku w zremisowanym 1:1 spotkaniu z FUS Rabat. 6 listopada 2019 roku piłkarz ten strzelił swojego pierwszego gola dla tej drużyny w meczu z Rapide Oued Zem (wyg. 2:1). Łącznie dla RS Berkane Mauretańczyk rozegrał 22 spotkania i zdobył 1 bramkę.

### PAS Lamia
Ba został wypożyczony do PAS Lamia 11 stycznia 2021 roku. Debiut dla tego klubu zaliczył on 3 dni później w meczu z Atromitosem Ateny (przeg. 2:1). Ostatecznie dla PAS Lamia Mauretańczyk wystąpił w 8 meczach, nie strzelając żadnego gola.

## Kariera reprezentacyjna
| Numer | Przeciwko  | Ranga                                     | Data                 | Ilość | Wynik końcowy meczu (ziel. wygrane, czer. przegrane) |
| ----- | ---------- | ----------------------------------------- | -------------------- | ----- | ---------------------------------------------------- |
| 1     | Kanada     | Mecz towarzyski                           | 10 września 2013     | 1     | 0:1                                                  |
| 2     | Mauritius  | Puchar Narodów Afryki 2015 (kwalifikacje) | 12 kwietnia 2014     | 1     | 1:0                                                  |
| 3     | Niger      | Mecz towarzyski                           | 31 marca 2015        | 1     | 2:0                                                  |
| 4     | Angola     | Puchar Narodów Afryki 2019 (kwalifikacje) | 16 października 2018 | 1     | 1:0                                                  |
| 5     | Ghana      | Mecz towarzyski                           | 26 marca 2019        | 1     | 3:1                                                  |
| 6     | Madagaskar | Mecz towarzyski                           | 14 lipca 2019        | 1     | 3:1                                                  |

## Sukcesy
- Afrykański Puchar Konfederacji – z RS Berkane, 2020 rok[25]